# Мечиславка (Опольський повіт)
Мечиславка (пол. Mieczysławka) — село в Польщі, у гміні Карчміська Опольського повіту Люблінського воєводства.